# Бордо (виноробний регіон)

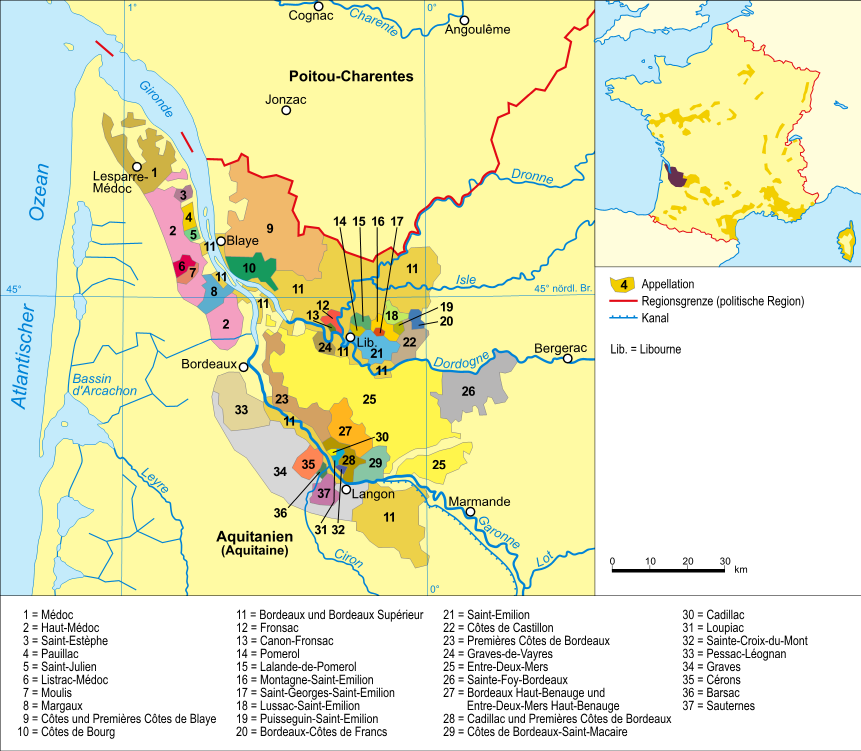
Карта регіону Бордо

Бордо (фр. Bordeaux) — виноробний регіон, розташований в долині Жиронди (естуарію річки Гаронни), в околицях однойменного міста, розташованого на південному заході Франції. Словом «Бордо» також називають марку вин, вироблених в даному регіоні під регіональним апелласьйоном «Bordeaux Appellation d'Origine Contrôlée» або «Bordeaux AOC». У побуті ж, словом «Бордо», називають широкий спектр вин — білих, рожевих та червоних, від недорогих столових до одних з найдорожчих і найвідоміших у світі.
Вина Бордо випускаються, як правило, у приватних господарствах, по-французьки іменованих шато (фр. châteaux). У регіоні нараховується близько 9 тис. господарств і 15 тис. виноградарів, від найменших до великих, де вино виготовляється в промислових масштабах. За рік у Бордо випускають понад 700 млн пляшок червоних, білих, солодких та ігристих вин.
Історія обробітку вин в регіоні веде свій відлік ще з часів Стародавнього Риму. Від місцевого червоного вина походить назва кольору - «бордовий».

## Географія
Виноробний регіон Бордо - другий у світі за площею - під виноградники зайнято 1,17 тис. км² (перше місце займає французький виноробний регіон Лангедок з площею виноградників 2,50 тис. км²).  Запорукою видатного успіху вин Бордо є поєднання унікальних кліматичних, геологічних та географічних умов. Землі Бордо складаються зі щільного базового піщаного шару, вапняку і гравію, а долина двох річок Гаронни і Дордоні, що впадають в Жиронду, і близькість моря забезпечують м'який вологий клімат. Якщо додати до вищевказаних умов «руки винороба», то це і буде називатися відомим французьким Теруаром (фр. terroir).

## Сорти винограду

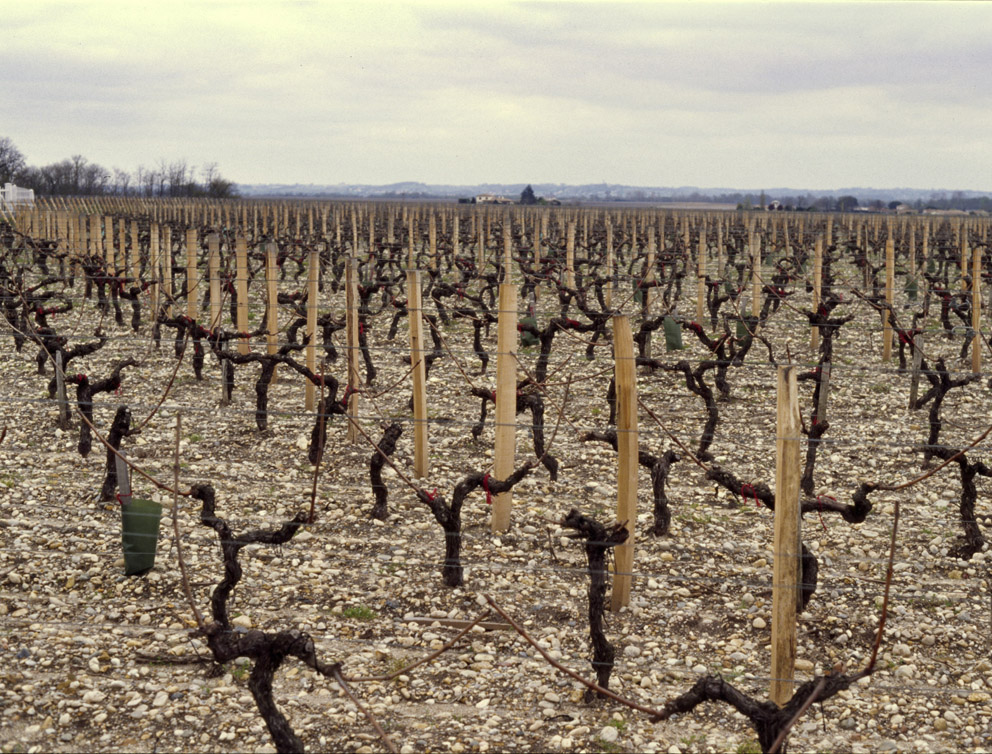
Виноградники Каберне Совіньйон в регіоні Медок

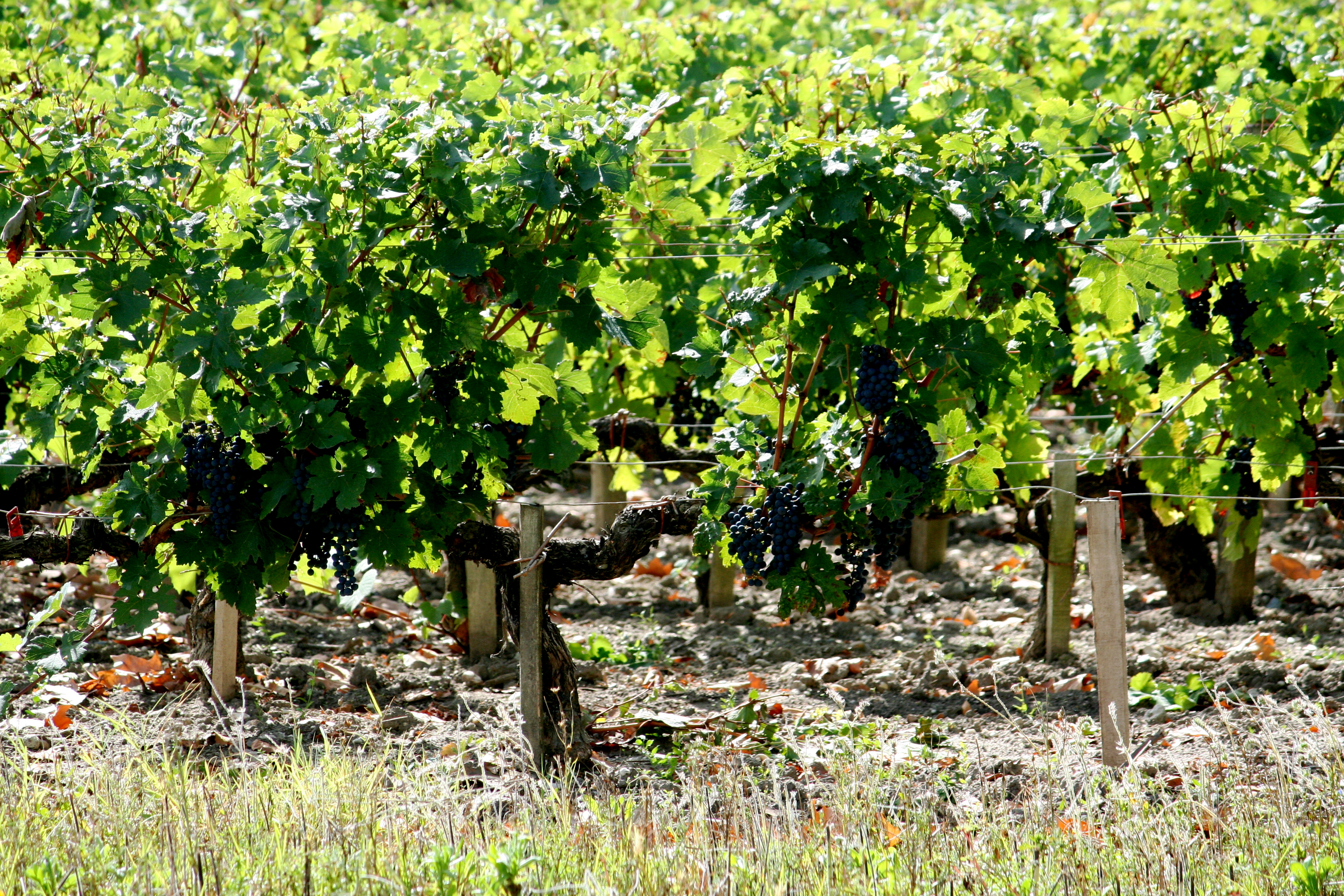
Виноградники Каберне Совіньйон в Марго

Червоні вина Бордо традиційно купажовані, тобто виробляються з суміші дозволених сортів винограду. Класичними сортами є: каберне совіньйон, каберне фран, мерло та пті вердо. Набагато рідше використовуються в купажах сорти мальбек та карменер. В цілому, на лівому березі Жиронда, в купажах переважає каберне совіньйон, а на правому березі більше віддають перевагу мерло. У Бордо існує умовний поділ на «правобережні» і «лівобережні» вина.
Білі вина Бордо традиційно також купажовані. Для виробництва білих вин, у тому числі сотерну, в основному використовують совіньйон блан, семійон та мускатель (Мюскадель), також рідше уні блан, коломбар, мерло блан та інші.
Слід зауважити, що подібні поєднання сортів використовують у багатьох країнах світу, коли винороби виробляють вино в стилі «Бордо».

## Система апелласьйонів
Вся територія Бордо поділяється на апелласьйони, тобто мікрозони з унікальним поєднанням кліматичних, ґрунтових, технологічних та інших особливих умов. Усього в рамках регіону виділяється 57 різних апелласьйонів - регіональних, субрегіональних і комунальних, які, в свою чергу, об'єднані в шість груп за типами:
- Червоні сухі вина
- Bordeaux і Bordeaux Supérieur
  - Bordeaux
  - Bordeaux Supérieur
  - Bordeaux Clairet
  - Bordeaux Rosé
- Médoc и Graves
  - Haut-Médoc
  - Listrac-Médoc
  - Moulis-en-Médoc
  - Margaux
  - Pauillac
  - Saint-Estèphe
  - Saint-Julien
  - Graves
  - Pessac-Léognan
- Côtes de Bordeaux
  - Premières Côtes de Bordeaux
  - Blaye
  - Premières Côtes de Blaye
  - Côtes de Bourg
  - Sainte-Foy-Bordeaux
  - Bordeaux Côtes de Francs
  - Côtes de Castillon
  - Graves de Vayres
- Saint-Emilion, Pomerol и Fronsac
  - Saint-Emilion
  - Saint-Emilion Grand Cru
  - Lussac-Saint-Emilion
  - Montagne-Saint-Emilion
  - Puisseguin-Saint-Emilion
  - Saint-Georges-Saint-Emilion
  - Pomerol
  - Lalande-de-Pomerol
  - Fronsac
  - Canon Fronsac
- Білі сухі вина
  - Bordeaux и Bordeaux Sec
  - Entre-Deux-Mers
  - Entre-Deux-Mers-Haut-Benauge
  - Blaye
  - Premières Côtes de Blaye
  - Côtes de Bourg
  - Bordeaux Côtes de Francs
  - Graves
  - Pessac-Léognan
  - Graves de Vayres
  - Crémant de Bordeaux
- Солодкі білі вина
  - Barsac
  - Bordeaux Moelleux
  - Bordeaux Supérieur
  - Bordeaux-Haut-Benauge
  - Cadillac
  - Cérons
  - Côtes de Bordeaux-Saint-Macaire
  - Graves Supérieures
  - Loupiac
  - Premières Côtes de Bordeaux
  - Sainte-Croix-du-Mont
  - Sainte-Foy-Bordeaux
  - Sauternes

Цікаво, що система апелласьйонів у Франції визначає, регламентує і захищає не лише виробництво вин, але і міцних алкогольних напоїв, сирів і багатьох інших споконвічно французьких гастрономічних продуктів.

## Класифікація
Детальніше в статті: Офіційна класифікація вин Бордо 1855
Своєю появою «Офіційна класифікація вин Бордо 1855» зобов'язана імператору Наполеону III, який віддав розпорядження Торгово-промисловій палаті Франції відібрати і надати найкращі вина із усіх винних регіонів країни для Паризької виставки 1855 року. З боку виноробів департаменту Жиронда вина представляла Торгово-промислова палата Бордо. Цим справа не обмежилась і саме тоді було прийнято рішення, оперативно втілене в життя «Синдикатом винних брокерів Жиронда», класифікувати вина Бордо з комун Медок та Грав. У зв'язку з відсутністю такого синдикату (до слова, до 1910 року) в муніципалітеті Лібурне вина господарств «правого берега» не були представлені на Паризькій виставці і не були включені в класифікацію 1855 року.
Результатом класифікації став документ, що дає чітке визначення виноробним господарствам за рівнями якості і, відповідно, важливості для економіки Франції. Класифікація була переглянута лише кілька разів: в 1856-му, коли господарство Château Cantemerle було додано до категорії Cinquième Cru Classé; в 1973 році, коли господарство Château Mouton-Rothschild було нарешті заслужено підвищено у статусі до категорії Premier Grand Cru Classé і, коли Château Dubignon, господарство з комуни Сен-Жюльєн категорії Troisième Cru Classé, була поглинена Château Malescot St. Exupéry - господарством з комуни Марго.
На даний час в Класифікації закріплені 60 господарств, виробники червоних вин, з комун Медока і одне господарство з комуни Грав:
- Premier Cru Grand Cru Classé (Перші Крю):
  - Château Lafite Rothschild, комуна Пояк
  - Château Latour, комуна Пояк
  - Château Margaux, комуна Марго
  - Château Mouton Rothschild, комуна Пояк
  - Château Haut-Brion, комуна Пессак, Грав
- Deuxième Cru Classé (Другі Крю):
  - Château Rauzan-Ségla, комуна Марго
  - Château Rauzan-Gassies, комуна Марго
  - Château Léoville-Las Cases, комуна Сен-Жюльєн
  - Château Léoville-Poyferré, комуна Сен-Жюльєн
  - Château Léoville Barton, комуна Сен-Жюльєн
  - Château Durfort-Vivens, комуна Марго
  - Château Gruaud-Larose, комуна Сен-Жюльєн
  - Château Lascombes, комуна Марго
  - Château Brane-Cantenac, комуна Марго
  - Château Pichon Longueville Baron, комуна Пояк
  - Château Pichon Longueville Comtesse de Lalande, комуна Пояк
  - Château Ducru-Beaucaillou, комуна Сен-Жюльєн
  - Château Cos d’Estournel, комуна Сен-Естеф
  - Château Montrose, комуна Сен-Естеф
- Troisième Cru Classé (Треті Крю):
  - Château Kirwan, комуна Марго
  - Château d’Issan, комуна Марго
  - Château Lagrange, комуна Сен-Жюльєн
  - Château Langoa Barton, комуна Сен-Жюльєн
  - Château Giscours, комуна Марго
  - Château Malescot St. Exupéry, комуна Марго
  - Château Cantenac-Brown, комуна Марго
  - Château Boyd-Cantenac, комуна Марго
  - Château Palmer, комуна Марго
  - Château La Lagune, субрегіон О-Медок
  - Château Desmirail, комуна Марго
  - Château Calon-Ségur, комуна Сен-Естеф
  - Château Ferrière, комуна Марго
  - Château Marquis d’Alesme Becker, комуна Марго
- Quatrième Cru Classé (Четверті Крю):
  - Château Saint-Pierre, комуна Сен-Жюльєн
  - Château Talbot, комуна Сен-Жюльєн
  - Château Branaire-Ducru, комуна Сен-Жюльєн
  - Château Duhart-Milon-Rothschild, комуна Пояк
  - Château Pouget, комуна Марго
  - Château La Tour Carnet, субрегіон О-Медок
  - Château Lafon-Rochet, комуна Сен-Естеф
  - Château Beychevelle, комуна Сен-Жюльєн
  - Château Prieuré-Lichine, комуна Марго
  - Château Marquis de Terme, комуна Марго
- Cinquième Cru Classé (П'яті Крю):
  - Château Pontet-Canet, комуна Пояк
  - Château Batailley, комуна Пояк
  - Château Haut-Batailley, комуна Пояк
  - Château Haut-Bages-Libéral, комуна Пояк
  - Château Grand-Puy-Lacoste, комуна Пояк
  - Château Grand-Puy-Ducasse, комуна Пояк
  - Château Lynch-Bages, комуна Пояк
  - Château Lynch-Moussas, комуна Пояк
  - Château Dauzac, комуна Марго
  - Château d’Armailhac, комуна Пояк
  - Château du Tertre, комуна Марго
  - Château Pédesclaux, комуна Пояк
  - Château Belgrave, субрегіон О-Медок
  - Château de Camensac, субрегіон О-Медок
  - Château Cos Labory, комуна Сен-Естеф
  - Château Clerc-Milon, комуна Пояк
  - Château Croizet Bages, комуна Пояк
  - Château Cantemerle, субрегіон О-Медок

Також 17 господарств, виробники білих солодких вин, з комуни Сотерн і 10 господарств, виробники білих солодких вин, з комуни Барсак:
- Одне господарство категорії Premier Cru Supérieur або Перше Крю Суперіор;
- 11 господарств категорії Premiers Crus або Перше Крю;
- 15 господарств категорії Deuxièmes Crus або Друге Крю.

## Винна етикетка

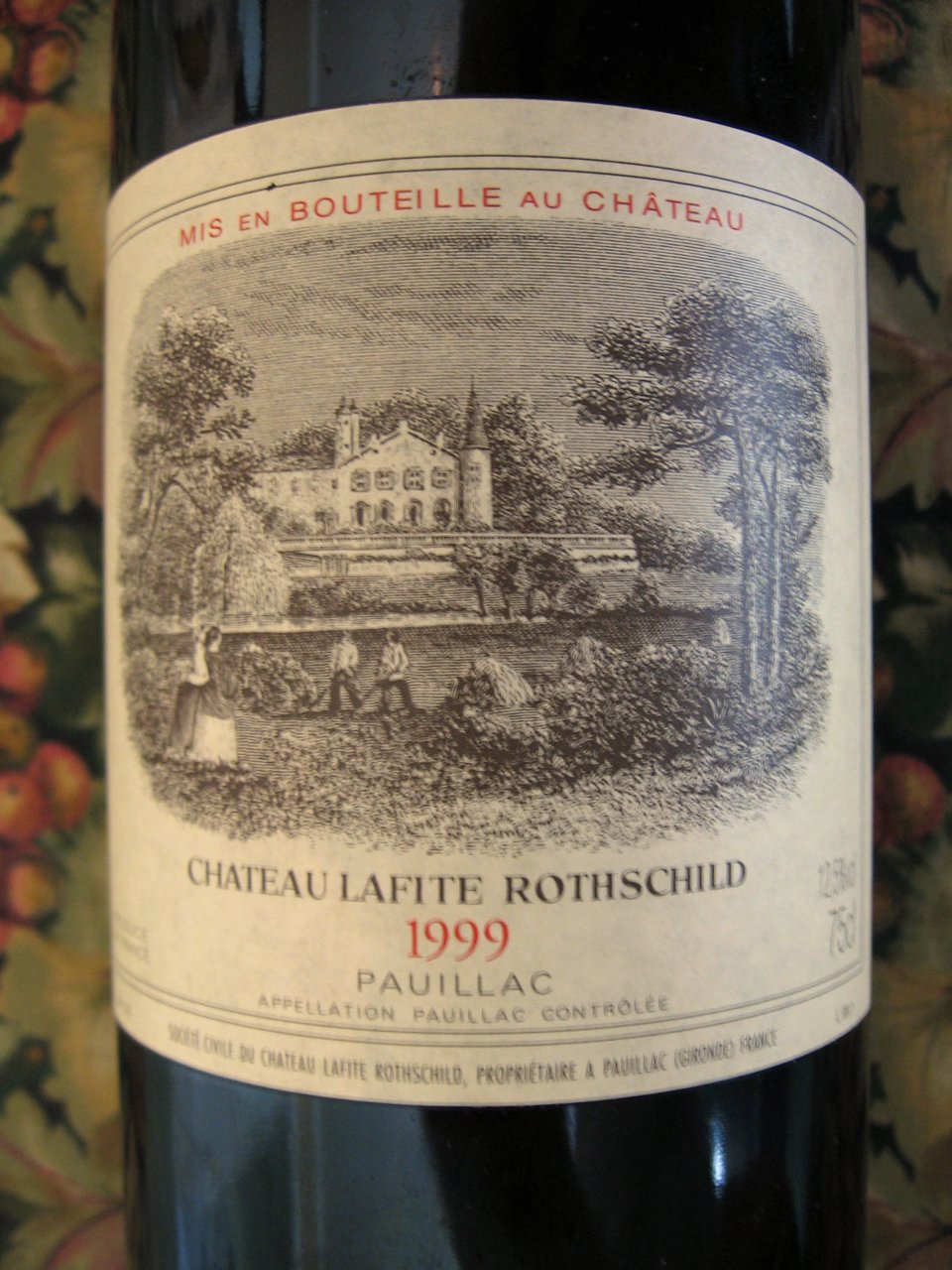
Винна етикетка Шато Лафіт Ротшильд

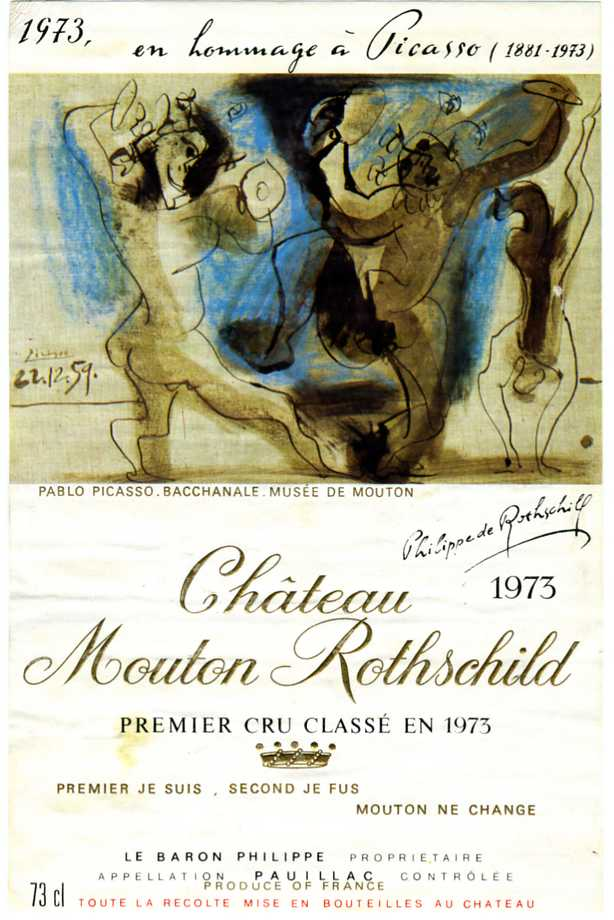
Винна етикетка Шато Мутон Ротшильд

Етикетки вина Бордо, як правило, включають:
1. Назва господарства — (наприклад: Château Haut-Batailley).
2. Класифікація господарства — (наприклад: Grand Cru Classé EN 1855), згідно з класифікацією вин Бордо 1855 року.
3. Найменування апеласьйону — (наприклад: Pauillac) назва апеласьйону згідно з контролем за походженням. Закони вимагають, щоб увесь виноград мав бути зібраний у певному апеласьйоні для того, щоб цей апеласьйон був відображений на етикетці. Найменування є ключовим показником типу вина в пляшці. При зображенні, наприклад, Пояк (Pauillac) вина завжди червоні і, як правило, Каберне Совіньйон є домінуючим сортом винограду.
4. Якщо виноград зібраний в декількох, наприклад менших господарствах чи апеласьйонах і проданий більшому, то вино, що було вироблене із купленої сировини розливають в пляшки в шато, а на етикетці вказують (наприклад: Mis en Bouteille Au Chateau) — «розлито в пляшки в шато», або «assembled by a Négociant»  — зібраний при посередництві.
5. Вінтаж — (наприклад: 2000)
6. Вміст алкоголю — (наприклад: 13% за об'ємом)

## Цікаві факти
- У першу чергу в усьому світі цінуються червоні вина з Бордо, в той час як білі вина набагато менш популярні. Попри це, друга з найдорожчих пляшок вина проданих в історії- це пляшка солодкого білого сотерну Château d'Yquem 1787 року. Вона була продана на аукціоні старих вин в Лондоні у 2006 році за 55 тис. фунтів (близько $90 тис.).
- Перше ж місце в «рейтингу» найдорожчих вин в історії займає червоне вино Château Lafite, також 1787 року, продане на аукціоні Крістіз у 80-х роках XX століття за $ 160 тис. [3]